# Tattare på Öland
Tattare på Öland är en oljemålning av den svenske konstnären Nils Kreuger från 1885. Den ingår i samlingarna på Malmö konstmuseum. 
Kreuger kom från Kalmar där fadern var köpman och skeppsredare. Han var ofta på Öland där han genom åren utförde flera målningar med framför allt motiv från Stora alvaret. Åren 1881–1887 var han bosatt i Paris där han tog intryck av det samtida franska friluftsmåleriet och impressionismen. Han hade tidigt attraherats av hästar som förekommer i många av hans verk; i Paris målade han till exempel Utrangerade omnibushästar på Boulevard d’Enfer, Paris 1885. 
Kreugers påverkan från impressionisterna kommer särskilt fram i denna lilla valörmålning där en tattare i regnväder spränger fram på en öländsk landsväg. De spretiga penseldragen ger intryck av ett dynamiskt ögonblick som fångats i flykten. 
Vid sin hemkomst till Sverige 1887 flyttade han till Varberg där han grundade Varbergsskolan med Karl Nordström och Richard Bergh. Han hade då lämnat det ljusa valörmåleriet och istället, under påverkan av Paul Gauguin och Vincent van Gogh, utvecklat ett syntetiserande stämningsmåleri med sammanhängande klara färgfält och mörka konturer. 